# رولان سوروگ
رولان سوروگ (فرانسوی: Roland Surrugue‎; ۶ اوت ۱۹۳۸ – ۲۸ ژوئن ۱۹۹۷) دوچرخه‌سوار اهل فرانسه بود.